# Карел Дончец
Карел Дончец (мађ. Doncsecz Károly (Андовци, око 30. маја 1918 - Керменд, 12. новембра 2002)) је био мађарски занатлија словеначког порекла који се бавио лончарством. Рођен је у сељачкој породици у месту Андовци (мађ. Orfalu) код Моноштра (мађ. Szentgotthárd) у Мађарској од оца Карела Данчеца и мајке Ане Талабер. Живео је и радио у мађарском месту словеначког имена Верица-Риткаровци (мађ. Kétvölgy).
Од 1933. године живи и ради у Собошкој Веси. Четири године касније одлази у Залаегерсег, где остаје годину дана. Потом иде у Симег, да би се напокон скрасио у Верици-Риткаровцима 1940. где отвара лончарску радиону.
Борио се у Другом светском рату, на фронтовима у Украјини и Пољској (1942 — 1944) Од 1970. године једини је словеначки вајар у Мађарској. Своје радове излагао је на многим изложбама у Мађарској и Словенији. 1984. године је добио награду „Мојстер људске обрти“.
Гроб му се налази у Штевановцима, а споменик у Андовцима, код његове родне куће.